# Выстоять и добиться
«Выстоять и добиться» (англ. Stand and Deliver) — драма режиссёра Рамона Менендеса, выпущенная в 1988 году. В основу фильма легла реальная история учителя математики Хайме Эскаланте. В 2011 году фильм был отобран в Национальный реестр фильмов.
«Stand and deliver!» — фраза, произносимая «разбойниками с большой дороги» (highwaymen). Русскоязычный аналог — «Кошелёк или жизнь!».

## Сюжет
В среднюю школу Гарфилда, расположенную в одном из бедных районов Лос-Анджелеса, приходит новый учитель информатики Хайме Эскаланте. За неимением компьютеров ему приходится начать преподавание математики. В классе, который ему вверили, царят неуважение и полное отсутствие дисциплины, ученики в основном из бедных семей. Несмотря на всё это, главный герой начинает преподавать, используя при этом с юмором самые различные методы. Непривычные для класса, они тем не менее со временем помогают Хайме завоевать симпатию со стороны учеников и пробудить в них интерес к математике. На одном из совещаний учителей он узнаёт, что в будущем учебном году школе грозит закрытие за низкие показатели при сдаче выпускных экзаменов, и сообщает, что готов помочь в решении этой проблемы. Хайме помогает книгами одному из учеников, Ангелу Гусману, который боится презрения со стороны родственников и друзей, и отговаривает родителей одной из девочек, у которой он заметил неплохие способности, забирать её из школы.
Со временем Хайме понимает, что у его учеников есть гораздо больший потенциал, и на школьном совете в конце года он сообщает, что хочет в будущем учить детей уже основам матанализа (calculus), так как это позволит им сдать тест повышенной сложности, повысив шансы на поступление. Это встречает сопротивление со стороны остальных преподавателей во главе с Ракель Ортегой, не верящих в возможности учеников и успех дела. Основным их контраргументом является тот факт, что дети не знакомы ещё даже с тригонометрией и подготовительным курсом (math analysis). Главный герой предоставляет свой радикальный план — недостающим предметам он решает учить детей в летние дни, включая субботу, в то время как у других их сверстников будут каникулы. В начале нового учебного года он предоставляет классу выбор — тем, кто хочет продолжить готовиться к тесту повышенной сложности, необходимо подписать контракт, согласно которому количество учебных часов, отведённых в день на изучение математики, резко увеличивается. Подписывают все. Подготовка начинается, Хайме отдаёт ей практически всё своё свободное время, и однажды у него случается сердечный приступ. Не желая лежать в больнице и выполнять рекомендации врачей держаться подальше от работы, он возвращается в школу и продолжает подготовку детей.
И вот приходит время сдачи теста. Вскоре после его написания ученики узнают, что они все до единого его сдали и что ни одна школа в Южной Калифорнии не может похвастаться таким количеством учеников, сдавших его. Однако именно из-за этих результатов и одинаковых ошибок результаты теста ставятся под сомнение Службой образовательного тестирования. Это приводит к конфликтам как среди самих учеников, так и между самим Хайме и представителями комиссии. Эскаланте обвиняет в лицо членов комиссии, что причина всего кроется не в результатах теста, а в этнической принадлежности и бедности учеников. В ответ классу предлагают снова сдать тест, на этот раз под присмотром представителей комиссии. В кабинете директора Хайме узнаёт, что все 18 учеников повторно сдали тест повышенной сложности по математике, и требует восстановления первоначальных результатов.
Титры в конце фильма свидетельствуют о том, что в будущем количество учеников данной школы, сдавших такой тест, росло год от года.

## В ролях
| Актёр               | Роль              |
| ------------------- | ----------------- |
| Эдвард Джеймс Олмос | Хайме Эскаланте   |
| Лу Даймонд Филлипс  | Ангел Гусман      |
| Кармен Аргензиано   | директор Молина   |
| Энди Гарсиа         | Рамирес           |
| Розанна Десото      | Фабиола Эскаланте |
| Ванесса Маркес      | Ана Дельгадо      |
| Лидия Николь        | Рафаэла Фуэнтес   |

## Награды и номинации
| Год  | Премия                    | Категория                         | Имя                      | Результат |
| ---- | ------------------------- | --------------------------------- | ------------------------ | --------- |
| 1989 | Оскар                     | Лучшая мужская роль               | Эдвард Джеймс Олмос      | Номинация |
| 1989 | Премия Святого Христофора | Лучший фильм                      | Том Туска                | Победа    |
| 1989 | Золотой глобус            | Лучшая мужская роль (драма)       | Эдвард Джеймс Олмос      | Номинация |
| 1989 | Золотой глобус            | Лучшая мужская роль второго плана | Лу Даймонд Филлипс       | Номинация |
| 1989 | Imagen Foundation Awards  | Лучший фильм                      | Том Муска                | Победа    |
| 1989 | Независимый дух           | Лучший режиссёр                   | Рамон Менендес           | Победа    |
| 1989 | Независимый дух           | Лучший фильм                      | Том Муска                | Победа    |
| 1989 | Независимый дух           | Лучшая мужская роль               | Эдвард Джеймс Олмос      | Победа    |
| 1989 | Независимый дух           | Лучший сценарий                   | Рамон Менендес Том Муска | Победа    |
| 1989 | Независимый дух           | Лучшая мужская роль второго плана | Лу Даймонд Филлипс       | Победа    |
| 1989 | Независимый дух           | Лучшая женская роль второго плана | Розанна Десото           | Победа    |
| 1989 | Независимый дух           | Лучшая операторская работа        | Том Ричмонд              | Номинация |
| 1988 | Сандэнс                   | Grand Jury Prize — Dramatic       | Рамон Менендес           | Номинация |
| 1989 | Political Film Society    | PFS Award — Democracy             |                          | Номинация |

## Критика
На сайте-агрегаторе Rotten Tomatoes фильм имеет рейтинг 90 % на основании 59 критических отзывов. На сайте Metacritic рейтинг фильма составляет 77 из 100 на основании 11 отзывов.